# منطقه حفاظت‌شده سعدی
منطقهٔ حفاظت‌شدهٔ سعدی یک منطقهٔ حفاظت‌شده با مساحت ۳۷۳۰۶ هکتار است که در استان کرمان در ایران قرار دارد. این منطقهٔ حفاظت‌شده طبق مصوبهٔ شمارهٔ ۷۵۱ در تاریخ ۹۷/۰۵/۰۶ در فهرست مناطق تحت حفاظت سازمان محیط زیست ایران قرار گرفت.